# Lovdata
Lovdata ist eine Stiftung des norwegischen Justizministeriums und der Universität Oslo für Informationssysteme des Rechts. Die weiteren der fünf Aufsichtsratsmitglieder stellen die beiden Berufsverbände der Richter und Rechtsanwälte sowie das Parlament von Norwegen.
Die Organisation ist Herausgeber des offiziellen Gesetzblattes und der Gesetzbücher von Norwegen sowie Verlag mehrerer Schriftenreihen über das Recht in Skandinavien und der Europäischen Union. 
Seit Mai 1995 betreibt die Organisation eine Website, die national und lokal gültige Verordnungen sowie aktuelle Urteile unentgeltlich zugänglich macht. 
Die laufenden Kosten deckt der gebührenpflichtige Zugriff auf das Archiv der Stiftung, das bis zu Urteilen und Entwürfen von Gesetzen aus dem 19. Jahrhundert zurückreicht.